# Кішка, яка гуляла, як сама собі знала
«Кішка, яка гуляла, як сама собі знала» (рос. «Кошка, которая гуляла сама по себе») — радянський російський повнометражний анімаційний фільм знятий у 1988 році на Кіностудії «Союзмультфільм». Друга радянська екранізація однойменної казки Редьярда Кіплінга зі збірки «Просто казки» (англ. Just So Stories). Режисер Ідея Гараніна включила до нього майже всі види мультиплікаційних технологій .
Фільм вийшов в прокат в УРСР у 1988 році з українським дубляжем від Кіностудії Довженка.

## Сюжет
Пара — чоловік і жінка — кладуть свою маленьку дитину на ліжечко на ніч і виходять з кімнати. Дитина починає плакати і в кімнату заходить кіт, щоб підтримувати йому компанію. Коли дитина хапає кота за хвоста, кіт сердито нагадує йому, що вони домовились «тисячу років тому», що він цього не зробить. Побачивши, що дитина не пам'ятає, Кіт зітхає і вирішує розповісти йому історію від початку часів. Історія починається, коли планета ще була молодою, а ера людства на Землі лише зароджувалося серед вивержених вулканів.

## У ролях
- Валентина Пономарьова — ?
- Олена Санаєва — корова
- Георгій Бурков — чоловік, пес
- Микола Караченцов — кінь
- Інна Чурікова — кішка
- Ногон Шумаров — ?
- Анна Каменкова — жінка
- Іван Бурляєв — малюк

## Творча команда
- Режисер: Ідея Гараніна
- Сценаристи: Ідея Гараніна, Марія Соловйова
- Художник: Ніна Віноґрадова
- Композитор: Софія Губайдуліна
- Оператор: Олександр Віханський
- Звукооператори: Володимир Виноградов, Сергій Карпов
- Аніматори: Юрій Батанін, Лідія Маятнікова, Тетяна Молодова, Ольга Панокіна, Олена Гаврілко, Акоп Кіракосян, Віолєтта Колєснікова, Олександр Панов, Олександр Горлєнко, Анатолій Абаренов, Володимир Шевченко

## Україномовний дубляж
- Фільм дубльовано українською у 1987 році на Кіностудії Довженка.[джерело?]